# Distribució semilogística
En la teoria de la probabilitat i l'estadística, la distribució semilogística és una distribució de probabilitat contínua — la distribució del valor absolut d'una variable aleatòria després de la distribució logística. És a dir, per
{\displaystyle X=|Y|\!}
on Y és una variable aleatòria logística, X és una variable aleatòria mig logística.

## Definició[2]

### Funció de distribució acumulada
La funció de distribució acumulada (cdf) de la distribució semilogística està íntimament relacionada amb la cdf de la distribució logística. Formalment, si F(k) és el CDF de la distribució logística, aleshores G(k) = 2F(k)−1 és el CDF d'una distribució semilogística. Concretament,

### G(k)=1−e−k1+e−kfork≥0.{\displaystyle G(k)={\frac {1-e^{-k}}{1+e^{-k}}}{\text{ for }}k\geq 0.\!}Funció de densitat de probabilitat
De la mateixa manera, la funció de densitat de probabilitat (pdf) de la distribució semilogística és g (k ) = 2 f (k ) si f (k ) és la pdf de la distribució logística. Explícitament,
{\displaystyle g(k)={\frac {2e^{-k}}{(1+e^{-k})^{2}}}{\text{ for }}k\geq 0.\!}